# Zdeněk Vojtíšek
Zdeněk Vojtíšek (* 22. února 1963 Praha) je český religionista zabývající se především studiem kultů, sekt a nových náboženských hnutí. Je vedoucím Katedry religionistiky na Husitské teologické fakultě Univerzity Karlovy, docentem na katedře religionistiky Evangelické teologické fakulty Univerzity Karlovy, zakládajícím členem a mluvčím Společnosti pro studium sekt a nových náboženských směrů. V roce 1998 spolu s Janem Kotrčem založil nakladatelství Dingir, které mimo jiné poskytuje Společnosti tiskový servis a je šéfredaktorem stejnojmenného religionistického čtvrtletníku Dingir. Za komunismu působil jako laický kazatel Církve bratrské. Jeho zaměřením na katedře religionistiky jsou nová náboženská hnutí, současná žitá náboženství, mezináboženský dialog, milenialismus, náboženství a poradenství, náboženství a psychoterapie.

## Životopis
V rozhovoru pro Epoch Times uvedl Vojtíšek, že vystudoval za vlády komunistického režimu v bývalém Československu filosofickou fakultu učitelství a posléze se připravoval na dráhu středoškolského učitele. Již tehdy se zajímal o teologii, především však o religionistiku. Represivní politika tehdejšího režimu proti duchovním naukám mu jeho vědecké zaměření značně komplikovala, proto také chodil poslouchat přednášky na (tehdejší) Komenského evangelickou bohosloveckou fakultu potají. Dále uvedl, že mu režim další studia kvůli jeho konverzi ke křesťanství během vysokoškolských studií znemožnil a na religionistiku a teologii tehdy musel na dlouhou dobu zapomenout. Kvůli svému zaměření prošel také řadou výslechů od tehdejší komunistické tajné služby StB. Po sametové revoluci se vrátil na akademickou půdu a zajímal se především o religionistiku. Ve druhé polovině devadesátých let již pravidelně učil na Pedagogické fakultě, Husitské teologické fakultě Univerzity Karlovy a i na Evangelické teologické fakultě Univerzity Karlovy v Praze. V současné době je profesí religionista a zabývá se současnou náboženskou scénou, nejvíce však novými náboženskými hnutími. Ve své práci se zaměřuje na praxi, přímé setkávání se členy různých náboženských či duchovních skupin a s lidmi, kteří žijí duchovně, přičemž se především zaměřuje na českou scénu.

## Názory a postoje
Jako zakladatel Společnosti pro studium sekt a nových náboženských směrů byl vícekrát dotazován na použití slova sekta. Uvádí, že toto slovo nelze beze zbytku vypustit ze slovníku, avšak že je terminologicky přesnější pro zkoumání užít jím popularizovaného označení nová náboženská hnutí.

## Kontroverze a kritika
Zdeněk R. Nešpor ve své práci Jaká víra? pro Sociologický ústav Akademie věd České republiky uvedl publikaci Zdeňka Vojtíška a Tomáše Novotného Základní orientace v nových náboženských hnutích z roku 1994 jako „úhel pohledu antikultovních hnutí, kdy se vědecká deskripce fenoménu nebezpečně mísí s jeho teologickým hodnocením“ a hodnotí ho jako „problematický diskurs“, který je navíc organizačně zaštítěn organizacemi, které Vojtíšek založil.
Podle Dušana Lužného je Zdeněk Vojtíšek často vyhledáván masmédii, aby se vyjadřoval k problematice nových náboženských hnutí, která jsou následně líčena většinou černobíle jako „nebezpečné, popř. obskurní, před nimiž by se měl mít normální člověk na pozoru“, k čemuž „Velkou měrou ... přispělo působení Společnosti pro studium sekt a nových náboženských směrů“. Ve svém příspěvku do sborníku sociologického ústavu Akademie věd České republiky popisuje negativní postoj Vojtíška vůči scientologii a Církvi sjednocení, který zastává v médiích, a upozorňuje, že Vojtíškův výklad v knize Encyklopedie náboženských směrů v České republice. Náboženství, církve, sekty, duchovní společenství „je podřízen antikultovní argumentaci“.
Nicméně Vojtíšek sám ohledně křesťanství při konfrontaci s islámem uvádí, že křesťanství stejně jako islám obsahuje prvky, které se dají využít k násilí i k míru. V roce 2012 se aktivně účastnil i Kírtanu, hinduistického tance se zpěvem Mahá-mantry, což poněkud neutralizuje deklarovaný negativní postoj k nekřesťanským náboženstvím a novým náboženským směrům. Se svým kritikem, Dušanem Lužným, pak společně v roce 2016 vydali knihu Encyklopedie menších křesťanských církví.
V rámci rozhovoru s novinářkou Kristinou Cirokovou pro podcast Sekty CZ spadající pod server Seznam Zprávy Vojtíšek obhajoval názor, že odebírání dětí rodičům ze sekty Dvanáct kmenů, součástí jejíž náboženské praxe jsou fyzické tresty jako projev rodičovské lásky, dětem ubližuje. Vojtíšek tvrdil: "Pro mě je to slon a mravenec. Vyrůstat s milujícími rodiči, kteří pro mě chtějí to nejlepší a mají mě rádi, a vyrůstat bez nich nebo vyrůstat s pěstouny, to si myslím, že je jako nebe a dudy.“

## Politika
V roce 2014 kandidoval v komunálních volbách do zastupitelstva MČ Praha 10 na 18. místě kandidátky Strany zelených.

## Publikace
- 1998 – Netradiční náboženství u nás, Dingir, Praha, ISBN 80-902528-0-X
- 2003 – Hnutí Grálu, Dingir, Praha 2003, ISBN 80-86779-00-9 (spolu se Z. Trtíkem)
- 2004 – Encyklopedie náboženských směrů v České republice. Náboženství, církve, sekty, duchovní společenství, Portál, Praha, ISBN 80-7178-798-1
- 2005 – Pastorační poradenství v oblasti sekt a sektářství
- 2007 – Nová náboženská hnutí a jak jim porozumět, Alfa Publishing, Praha ISBN 978-80-86851-64-8
- 2009 – Nová náboženská hnutí a kolektivní násilí
- 2012 – Spiritualita v pomáhajících profesích, Portál, Praha, ISBN 978-80-262-0088-8 (spolu s P. Duškem a J. Motlem)
- 2015 – Encyklopedie menších křesťanských církví v České republice (spolu se Zdeňkem Nešporem)[17]
- 2017 – Nová náboženství a násilí : Praha, Karolinum. ISBN 978-80-246-2861-5
- 2017 – The Role of the Apostates in the Twelve Tribes Conflict in Germany : Central European Journal for Contemporary Religion, Issue 02/2017. Dostupné online
- 2018 – Yoga, Tantrism, and Persecution: MISA, a New Religious Movement in Social Conflict. Central European Journal for Contemporary Religion. 2018, 2 (2), 123-141. ISSN 2570-4893.
- 2019 – How to Overcome Millennial Disappointment: An Example of the Grail Movement. Theologos. 2019, 21 (2), 197-220. ISSN 1335-5570.
- 2019 – Náboženský etnocentrismus: představa Hnutí Grálu o ústřední roli německého národa v náboženských dějinách lidstva. Kulturní studia. 2019, 6 (2), 3-29. ISSN 2533-7599.
- 2019 – Zdeněk R. Nešpor, Zdeněk Vojtíšek, Andrea Beláňová a Táňa Klementová: Malý slovník nekatolických náboženských osobností 20. a 21. století : Kalich
- 2020 – Studijní technologie: průnik scientologického náboženství a pedagogiky. In: DOJČÁR, Martin. Alternatívna religiozita a vzdelávanie. Alternative Religiosity and Education. 1 vyd. Trnava: Pedagogická fakulta Trnavskej univerzity v Trnave v roku 2020, 2020, s. 30-50. 1. ISBN 978-80-568-0275-5
- 2020 – Havlíček Tomáš; Klingorová Kamila; Beláňová Andrea; Dostál Petr; Nešpor Zdeněk; Vojtíšek Zdeněk: Postsekularismus v Česku: trendy a regionální souvislosti : Nakladatelství P3K, ISBN 978-80-7667-016-7
- 2021 – Oskar E. Bernhardt and the Grail Movement. In James Crossley and Alastair Lockhart (eds.) Critical Dictionary of Apocalyptic and Millenarian Movements. Dostupné online